# Halopteris geminata
Halopteris geminata is een hydroïdpoliep uit de familie Halopterididae. De poliep komt uit het geslacht Halopteris. Halopteris geminata werd in 1877 voor het eerst wetenschappelijk beschreven door Allman. 